# Karlsdorf (Thüringen)
Karlsdorf, früher auch Carlsdorf, ist eine Gemeinde im Südosten des Saale-Holzland-Kreises und Teil der Verwaltungsgemeinschaft Hügelland/Täler in Thüringen.

## Lage

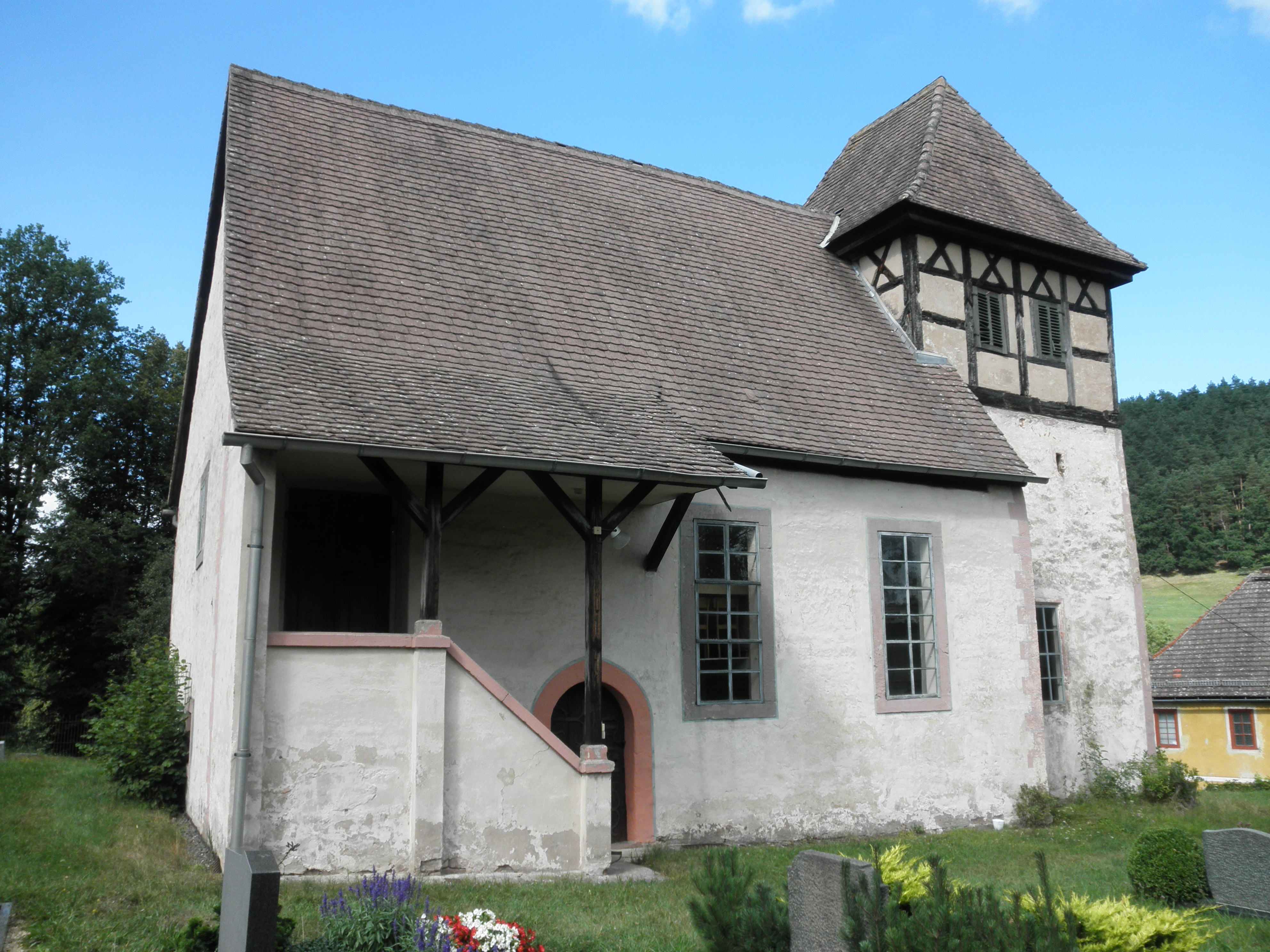
Kirche in Karlsdorf

Der Ort ist ein Straßendorf und befindet sich im südöstlichen Saale-Holzland-Kreis. Die Gemarkung grenzt an den Saale-Orla-Kreis und liegt in der Saale-Elster-Sandsteinplatte. Der Ort, der von Feldern, Wiesen und Wäldern umgeben ist, liegt am Weißbach. Die Tallage ergab die Straßenführung und das langgestreckte Dorf.

## Geschichte
Am 19. August 1300 wurde Karlsdorf urkundlich erstmals erwähnt. Die Bauern im land- und waldwirtschaftlich geprägten Dorf gingen in den 1950er Jahren, auch unter Zwang, den Weg der Kollektivierung ihrer Höfe.

### Einwohnerentwicklung
Entwicklung der Einwohnerzahl:
| - 1994: 113 - 1995: 112 - 1996: 112 - 1997: 104 - 1998: 99 - 1999: 100 | - 2000: 101 - 2001: 101 - 2002: 96 - 2003: 100 - 2004: 100 - 2005: 98 | - 2006: 95 - 2007: 94 - 2008: 93 - 2009: 94 - 2010: 99 - 2011: 111 | - 2012: 113 - 2013: 116 - 2014: 118 - 2015: 114 - 2016: 117 - 2017: 121 | - 2018: 111 - 2019: 108 - 2020: 114 - 2021: 109 - 2022: 111 - 2023: 117 |

 Datenquelle: ab 1994 Thüringer Landesamt für Statistik – Werte vom 31. Dezember 

## Politik

### Bürgermeister
Am 12. Juni 2022 wurde Jürgen Müller bei einer Wahlbeteiligung von 51,7 Prozent und ohne Gegenkandidat mit 95,6 Prozent der gültigen Stimmen zum dritten Mal in Folge zum Bürgermeister der Gemeinde gewählt.

### Gemeinderat
In den Gemeinderat wurden am 26. Mai 2024 sechs Männer mit einer Wahlbeteiligung von 72,1 Prozent gewählt. Eine Parteizugehörigkeit ist nicht bekannt.

## Wirtschaft und Infrastruktur
Karlsdorf liegt an der Landesstraße 2318. Der einzige Straßenname ist Dorfstraße.

### Internet
Laut einer Abfrage bei Deutschlands größtem Telekommunikationsanbieter ist VDSL mit bis zu 250 MBit/s verfügbar.

### ÖPNV
Karlsdorf wird durch den Busverkehr erschlossen. Einen Bahnanschluss gibt es nicht.

### Wasser und Abwasser
Die Gemeinde hat ihre Aufgaben der Trinkwasserversorgung und der Abwasserbeseitigung auf den Zweckverband zur Wasserver- und Abwasserentsorgung der Gemeinden im Thüringen Holzland übertragen.